# Diding
Diding (nepalski: दिदिङ) – gaun wikas samiti we wschodniej części Nepalu w strefie Kośi w dystrykcie Sankhuwasabha. Według nepalskiego spisu powszechnego z 2001 roku liczył on 605 gospodarstw domowych i 3113 mieszkańców (1559 kobiet i 1554 mężczyzn).